# Vaterland (Album)
Vaterland ist das 17. Studioalbum des Sängers und Liedermachers Konstantin Wecker aus dem Jahr 2001.

## Inhalt
Das gleichnamige Lied auf dem Album Vaterland ist Weckers zweites Lied mit diesem Titel nach dem Vaterland von 1979. 2018 erschien auf dem Album Sage Nein! Antifaschistische Lieder 1978 bis heute das Lied Vaterland?. Mit Liedern wie Amerika, Wenn die Börsianer tanzen oder dem Titellied Vaterland macht Wecker auf Problematiken aufmerksam, die sich für die kommenden Jahre ankündigten. Dies ist Weckers zweites Lied mit diesem Titel nach dem Vaterland von 1979. Mit An den Mond vertont Wecker das Goethe-Gedicht, bei dem italienischen Girasoli stammt der Text von Stefan Winkler, Alexa Rodrian fungierte als Duopartnerin. Hanns Dieter Hüsch ist am Beginn seines Liedes Kennst du diese plötzlichen Sekunden zu hören. Wehdam (bairisch für Schmerz, Unbehagen) ist dem Titel entsprechend ein „Bayrischer Blues“, bei I werd oid ist der Refrain auf Bairisch gehalten.
Außerdem enthält die CD das Schlaflied (hier als Schlaflied II), das Wecker zwei Jahre zuvor für das Multimediaprojekt „Es lebte ein Kind auf den Bäumen“ von Jutta Richter und Katrin Engelking getextet und vertont hatte. Liebesdank hatte er bereits auf der CD „Liebeslieder“ veröffentlicht.
Als Bonus-Track folgt ein Livemitschnitt der Version III von Willy. Die CD endet mit einem Hidden Track: Es handelt sich um eine Aufnahme, die mit Wecker als Schüler von seinem Musiklehrer Bissinger auf dem Wilhelmsgymnasium und dessen Klavierbegleitung aufgenommen wurde. Wecker singt das Heidenröslein in der Vertonung von Franz Schubert.

## Veröffentlichung
Die CD wurde am 10. September 2001 vorgestellt. Die erwünschte Aufmerksamkeit in den Medien fiel aufgrund der Terroranschläge am 11. September 2001 gering aus. Wecker reagierte auf die Anschläge in dem Blog auf seiner Internetseite. Bei der folgenden Tournee und der CD Vaterland live 01/02 ergänzte er den Vorkommnisse gemäß das Lied Willy zu einer neuen Version und ordnete das Lied Amerika entsprechend ein.

## Gastmusiker
Folgende Musiker wirkten bei der Erstellung des Albums mit:
Mark Ramsden, Wolfgang Roth, Claus Reichstaller, Lenz Retzer, Stephan Maass, John Jones, Hans-Heiner Bettinger, Peter Tuscher, Leo Gmelch, Axel Kühn, Harald Kümpfel, Michael Gerlach, Tom Peschel, String of Pearls

## Produktion
Produzent war Gerd Baumann, Executive Producer Peter Kirsten. Die Arrangements der Lieder übernahmen Gerd Baumann, Jens Fischer Rodrian, Jo Barnikel und Wolfgang Roth. Bei den Aufnahmen im Sator Studio München war der Tonmeister Klaus Strazicky mit seinem Assistenten Martin Schweikhofer, der Toningenieur war Michael Gerlach mit seinem Assistenten Lukas Roth. Die Abmischung fand im Tonstudio Robert Hafner (Ebreichsdorf bei Wien) statt mit Tonmeistzer Jörg Mayr, Assistent Bernd Unterweger. Gemastert wurde die CD von Kai Blankenburg in den Skyline Studios Düsseldorf.
Die Gestaltung der CD übernahm Martin Kett, die Fotos des Booklets stammen von Thomas Carsten.

## Titelliste
1. Novemberlied – 4:32
2. Wehdam – 4:23
3. Es geht uns gut – 3:24
4. Alles das und mehr – 5:57
5. Kennst du diese plötzlichen Sekunden (mit Hanns Dieter Hüsch) – 3:32
6. I werd oid – 2:29
7. Fachmann II – 3:03
8. Amerika – 4:00
9. Wenn die Börsianer tanzen – 3:33
10. Vaterland – 5:04
11. An den Mond – 4:35
12. Entzündet vom Weltenbrand – 3:59
13. Allein – 3:07
14. Girasoli (mit Alexa Rodrian) – 4:43
15. Schlaflied II – 2:13
16. Liebesdank – 4:09
17. Bonus-Track: Willy III – 7:52
18. Hidden Track: Sah ein Knab' ein Röslein stehn – 1:39